# Andy Salinas
Andy Salinas Donaire  es un futbolista peruano. Juega de volante creativo y actualmente está sin equipo. Tiene 44 años.

## Clubes
| Club                   | País | Año       |
| ---------------------- | ---- | --------- |
| Sporting Cristal       | Perú | 1999-2000 |
| Cienciano              | Perú | 2001      |
| Hijos de Acosvinchos   | Perú | 2005-2006 |
| Alianza Atlético       | Perú | 2007      |
| Hijos de Acosvinchos   | Perú | 2008      |
| Inti Gas               | Perú | 2009      |
| Hijos de Acosvinchos   | Perú | 2010      |
| UTC Cajamarca          | Perú | 2011      |
| Defensor Zarumilla     | Perú | 2012      |
| Defensor San Alejandro | Perú | 2013-2014 |